# 貝努鷺
貝努鷺(學名:Ardea bennuides)是一種已經滅絕的蒼鷺屬物種，發現於阿拉伯聯合大公國。其化石的年代可以追溯至公元前2700年至公元前1800年，與烏姆安納爾文化時期一致。

## 詞源
牠可能是埃及神話中貝努鳥的原型，種小名以貝努鳥為名。

## 描述
體型超過蒼鷺，可能約2公尺高，翼展可能長達2.7公尺寬。